# Diiodsilan
Diiodsilan ist eine chemische Verbindung aus der Gruppe der Silane.

## Gewinnung und Darstellung
Diiodsilan kann durch Reaktion von Phenylsilan und Iod ohne Lösungsmittel bei −20 °C in Gegenwart katalytischer Mengen Ethylacetat oder durch Reaktion von Diphenylsilan mit einem Überschuss an Iodwasserstoff bei −40 °C gewonnen werden.
{\displaystyle \mathrm {C_{6}H_{5}SiH_{3}+I_{2}\longrightarrow SiH_{2}I_{2}+C_{6}H_{6}} }
{\displaystyle \mathrm {(C_{6}H_{5})_{2}SiH_{2}+2\ HI\longrightarrow SiH_{2}I_{2}+2\ C_{6}H_{6}} }

## Eigenschaften
Diiodsilan ist eine farblose oxidations- und hydrolyseempfindliche Flüssigkeit, die gut löslich in Kohlenwasserstoffen und chlorierten Lösungsmitteln ist und mit sauerstoff- und stickstoffhaltigen Lösungsmitteln reagiert. Das Molekül hat im gasförmigen Zustand einen Si–I-Abstand von 242,3 pm und einen I–Si–I-Winkel von 110,8°.

## Verwendung
Diiodsilan ist als Reagenz bei der reduktiven Iodierung zur Synthese von Fluordopa (18F-DOPA) beteiligt und wird als Zwischenprodukt bei organischen Synthesen verwendet.